# إعدام رميا بالرصاص
الإعدام رمياً بالرصاص هي وسيلة للإعدام عن طريق إطلاق النار على شخص حتى الموت. وهي الطريقة الأكثر شيوعًا للتنفيذ في جميع أنحاء العالم، وتستخدم في حوالي 70 دولة.
في معظم البلدان، يُنظر إلى الإعدام رميا بالرصاص على أنه موت أكثر شرفًا، وقد اُستُخدم في المقام الأول للأفراد العسكريين، على الرغم من أنه في بعض البلدان - من بينها بيلاروسيا، الدولة الوحيدة في أوروبا اليوم التي تطبق عقوبة الإعدام - رميا بالرصاص وهو موروث من الماضي السوفياتي لا يزال قيد الاستخدام.

## البرازيل
على الرغم من أن البرازيل ألغت عقوبة الإعدام، إلا أنه يمكن استخدام الإعدام رميا بالرصاص لوقوع جرائم معينة في فترة الحرب، مثل الخيانة والتآمر والتمرد والتراجع غير المصرح به في المعارك وسرقة المعدات أو الإمدادات في قاعدة عسكرية. طريقة التنفيذ في هذه الحالة هي الإعدام رميا بالرصاص.

## الكتلة السوفيتية
في الدول الشيوعية في القرن العشرين، كان إطلاق النار شكلاً قياسيًا من أشكال إعدام السجناء المدنيين والعسكريين على حد سواء، وكان الاتحاد السوفيتي مثالًا على نهج الجلاد الفردي. وكان يتم استخدام فرقة الإعدام.
وكانت الطريقة الأكثر شيوعًا هي إطلاق رصاصة من مسدس («تسعة جرامات من الرصاص») في مؤخرة الرأس.
تم استخدام هذه الطريقة على نطاق واسع خلال عمليات التطهير الكبرى في أواخر الثلاثينيات في مواقع خارج المدن الكبرى، على سبيل المثال كراسني بور بالقرب من بتروزافودسك، ضد العناصر التي يُزعم أنها معادية للمجتمع، و«أعداء الثورة» وغيرهم من أعداء الشعب.
كما اُستُخدم في إعدام أولئك الذين ارتكبوا جرائم عادية. ويقال في بعض الأحيان، إن الشخص الذي سيتم إعدامه كان يُقاد عبر سلسلة من الممرات، دون أن يعرف متى وأين ستحدث الطلقة.[بحاجة لمصدر] حتى بعد تفكك الاتحاد السوفيتي، استمر إعدام الناس بالرصاص. أُعدم القاتل المتسلسل أندريه تشيكاتيلو بهذه الطريقة في عام 1994، قبل أن توقف روسيا استخدام عقوبة الإعدام في إطار انضمامها إلى مجلس أوروبا.